# Überfall auf Connewitz
Am 11. Januar 2016 kam es am ersten Jahrestag der Legida-Kundgebungen zum Überfall auf Connewitz (auch Sturm auf Connewitz). Etwa 250 bis 300 Neonazis, rechtsextreme Hooligans und Kampfsportler zogen einige Minuten randalierend durch die Wolfgang-Heinze-Straße des Leipziger Stadtteils. Sie warfen Steine und Pyrotechnik, zerstörten Autos, Schaufenster und Geschäfte und verletzten und bedrohten mehrere Personen. Es entstand ein Schaden von mindestens 113.000 Euro.

## Vorgeschichte
Nach dem Aufkommen der islam- und fremdenfeindlichen Pegida-Bewegung in Dresden Ende 2014, wurden auch ab Anfang 2015 Kundgebungen in Leipzig unter dem Namen Legida organisiert. Organisatoren waren der ehemalige Hooligan Silvio Rösler, der Anwalt Arndt Hohnstädter, der der NPD nahesteht, und der Händler von nationalsozialistischer Militaria Jörg Hoyer. Während die Veranstaltungen deutlich weniger Teilnehmer anzogen als Pegida, galt Legida wegen verschiedener Übergriffe auf Journalisten und Gegendemonstranten von Anfang an als gewaltbereiter und radikaler. Zu Beginn waren sowohl bei Pegida als auch bei Legida Hooligans ein wichtiger Teil, in Leipzig von den Vereinen Lokomotive Leipzig und SG Leipzig-Leutzsch, die bereits für Überfälle auf andere Vereine und Fans bekannt sind.
Am 8. Januar 2016 warnte der Sächsische Verfassungsschutz, dass es durch einen Auftritt von Kategorie C und die Mobilisierung der Offensive für Deutschland zur verstärkten Anreise gewaltbereiter Personen und dadurch zu Ausschreitungen kommen könne.

## Ablauf
In den Tagen vor dem Überfall verbreiteten mehrere Personen verschiedene Aufrufe zur Beteiligung an den Protesten von Legida. Von der Freien Kameradschaft Dresden wurde am 7. Januar 2016 in einem Facebook-Beitrag von einer Überraschung gesprochen.
Am 11. Januar fuhren die am ersten gemeinsamen Treffpunkt an der Autobahn-Abfahrt Naunhof (etwa 30 km von Connewitz entfernt) Versammelten in die Threnaer Straße (gut 1 km entfernt vom Tatort) und kamen dort gegen 18:45 Uhr an. Anfangs liefen die schwarzgekleideten und vermummten Täter als Schweigemarsch mit einem entwendeten Banner der Gegenproteste „Leipzig bleibt helle“ getarnt. Gegen 19 Uhr kamen sie in der Wolfgang-Heinze-Straße an. Dort zündeten sie dann Pyrotechnik, zerstörten Schaufenster, insgesamt 19 Autos und 23 Geschäfte mit Äxten, Stahlruten, Eisenstangen, mit Nägeln versetzten Holzlatten, Teleskopschlagstöcken, Böllern, CS-Gas, Pfefferspray und Steinwürfen und attackierten mindestens einen Passanten mit Schlägen und Tritten. In dem Dönerimbiss „Shahia II“ zündeten sie einen Sprengsatz. Anwesende konnten flüchten.
Nach dem ersten Notrufeingang um 19:18 Uhr erreichte um 19:32 Uhr Polizei aus der Innenstadt die Situation. Die Randalierer flüchteten in die Auerbachstraße, an deren Ende sich das Polizeirevier Leipzig-Südost befindet. Die Polizei kesselte die Angreifer ein und nahm 214 Beteiligte fest. Eine geflüchtete Person wurde später noch gestellt. Die Festgenommenen wurden nach der erkennungsdienstlichen Behandlung noch in der späten Nacht auf freien Fuß gesetzt. Eine Gruppierung von etwa 60 bis 80 Personen konnte erfolgreich in den nahegelegenen Auwald flüchten. Aus Rache wurden die in der Threnaer Straße geparkten Autos gezielt beschädigt. Später bewachte die Polizei diese, sicherte aber keine Beweismittel wie etwa einige sichtbar deponierte Waffen, die sich in den Fahrzeugen befanden. Im mit Pyrotechnik angegriffenen Buchladen kam es glücklicherweise nicht zum Brand.
Die Feuerwehr musste einen Brand in einer Wohnung löschen. Eine Person erlitt eine Schussverletzung von einer Rauchpatrone.
Parallel zu dem Überfall waren etwa 1500 Demonstranten der Legida und 5000 Gegendemonstranten unter dem Motto „Leipzig bleibt helle“, begleitet von 2500 bis 3000 Polizisten wenige Kilometer entfernt in der Leipziger Innenstadt unterwegs.

## Beteiligte
Die Täter waren zumeist polizeibekannt als „rechts motiviert“ oder „Gewalttäter Sport“. Weiterhin beteiligten sich Kampfsportler und Neonazis der Jungen Nationalisten und der NPD an dem Überfall. Den Kennzeichen, Chatnachrichten und Informationen über die Festgenommenen zufolge kamen die Täter u. a. aus Leipzig, Dresden, Eilenburg, Gera, Jena, Berlin, Arnstadt, Halle und Wien.
Die Täter waren zwischen 15 und 47 Jahren alt, eine Frau war unter den Festgenommenen. Die Älteren waren teils schon Ende der 1980er Jahre durch Gewalttaten aufgefallen. Darunter waren auch Beteiligte am rechtsextremen Überfall auf Fans und Spieler des Roten Stern Leipzig 2009 in Brandis, der damals drei Verletzte, darunter einen Schwerverletzten, zur Folge hatte, nachdem etwa 50 mit Eisenstangen und Holzlatten bewaffnete ihre Gegner von Roter Stern angegriffen hatten.
- mindestens 6 Mitglieder der kriminellen Vereinigung Freie Kameradschaft Dresden, eins davon belastet durch Aussagen anderer Beteiligter.[6]
- mindestens 10 Personen der Jungen Nationaldemokraten[10]
- zwei Berliner Mitglieder der Weisse Wölfe Terrorcrew, einer davon aus dem Landesvorstand der Partei Die Rechte (Berlin)
- ein Mitglied der Skinheads Sächsische Schweiz[10]

Hooligans der folgenden Vereine und Gruppierungen
- Dynamo Dresden, darunter Faust des Ostens[14]
- Lokomotive Leipzig[9], darunter die „Gauner Lok“, Nachfolger der „Scenario Lok“, die Überschneidungen zur rechtsextremen Free-Fight-Szene aufweist[14]
- Hallescher FC[9][11]

Bei gut zwei Drittel der Täter (147) sei laut sächsischem Innenministerium kein Fußballbezug erkennbar gewesen.
Später bekamen verschiedene Medien und linke Internetportale Zugriff die Liste aller 215, im Zusammenhang mit dem Überfall, festgenommenen Verdächtigen. Diese Liste wurde später im Internet veröffentlicht, woraufhin am 30. Dezember 2016 durch das Operative Abwehrzentrum der Polizeidirektion Leipzig umgehend entsprechende Ermittlungen eingeleitet wurden. „Aufgrund fehlender belastbarer Erkenntnisse hinsichtlich der Veröffentlichung am 11. August 2016 wurde in enger Abstimmung mit der Staatsanwaltschaft von der Einleitung eines Ermittlungsverfahrens abgesehen.“

## Prozesse
Erst zweieinhalb Jahre später, am 16. August 2018, begann der erste Prozess vor dem Amtsgericht in Leipzig. Tatvorwurf in allen Verhandlungen war schwerer Landfriedensbruch. Körperverletzungen und versuchte Angriffe auf Menschen wurden in den Prozessen vorm Amtsgericht nicht verhandelt, auch wenn solche Straftaten der Staatsanwaltschaft Dresden bekannt waren. Um die Zahl der Prozesse zu reduzieren, müssen sich in der Regel zwei Angeklagte in einem Prozess verantworten.
Die gerichtliche Aufarbeitung der Taten kam nur schleppend voran. Fünf Jahre nach dem Vorfall stand bei 66 der 204 vorm Amtsgericht Leipzig Angeklagten noch kein Prozesstermin fest. Die bisher 124 Verurteilten hatten Bewährungsstrafen zwischen einem und eineinhalb Jahren, in manchen Fällen zusätzlich Geldstrafen wegen besonders schwerem Landfriedensbruch erhalten. Haftstrafen ohne Bewährung des Amtsgerichts wurden teilweise vom Landgericht Leipzig wieder aufgehoben. Ein Beschuldigter war in der Zwischenzeit verstorben. Die übrigen Verfahren wurden an die Staatsanwaltschaft und die Generalstaatsanwaltschaft Dresden abgegeben. Anwohner und Betroffene kritisierten die Verfahrensabsprachen, weil durch die Geständnisse Prozesse verkürzt, Stimmen der Betroffenen nicht gehört und Drahtzieher der Tat nicht ermittelt werden konnten.
Zwei Mitglieder der Freien Kameradschaft Dresden wurden am Landgericht Dresden im August 2017 zu einer Haftstrafe von 3 Jahren und 8 Monaten verurteilt. Verhandelt wurden in dem Prozess auch weitere Straftaten der beiden.

## Weitere Folgen
An dem Überfall waren auch der Justizreferendar Brian E. und der Justizvollzugsbeamte Kersten H. beteiligt. 
E. wurde wegen Landfriedensbruchs verurteilt, seine Ausbildung zum Volljuristen stand damit infrage.
Das Oberlandesgericht Dresden verwarf seine Revision, ermöglichte E. aber, das Rechtsreferendariat fortzusetzen. Das wurde mit der Berufsfreiheit begründet, denn es bestehe keine Möglichkeit „den juristischen Vorbereitungsdienst außerhalb der Justiz zu absolvieren“. Ein Sprecher des Sächsischen Justizministeriums stellte jedoch klar: „Die Übernahme in ein Beamten- oder Richterverhältnis in der sächsischen Justiz ist nach einer rechtskräftigen Verurteilung der genannten Art ausgeschlossen.“ Die Arbeitsgemeinschaft sozialdemokratischer Juristen in der SPD Leipzig/Nordwestsachsen (AsJ Leipzig) nannte die Entscheidung des Oberlandesgerichts einen „Fehler“ und forderte, E. aus Gründen des Opferschutzes nicht als Rechtsanwalt zuzulassen.
Brian E. erhielt 2020 einen polizeilichen Hinweis auf einen mutmaßlich geplanten Angriff auf ihn durch die Gruppe um Lina E., die im Dresdner Linksextremismusprozess vor Gericht steht.
Der ebenfalls am Tatabend festgesetzte Kersten H. war bis zu seiner Suspendierung Anfang 2019 in der JVA Leipzig tätig, wo auch einzelne festgenommene Beteiligte des Überfalls untergebracht waren. Gegen die 2022 verhängte 15-monatige Bewährungsstrafe legte H. Berufung ein.
Am nächsten Tag demonstrierten etwa 2000 Menschen friedlich gegen Rassismus und Rechtsextremismus.